# Calamagrostis tashiroi
Calamagrostis tashiroi là một loài thực vật có hoa trong họ Hòa thảo. Loài này được Ohwi mô tả khoa học đầu tiên năm 1930.